# Fornello a induzione

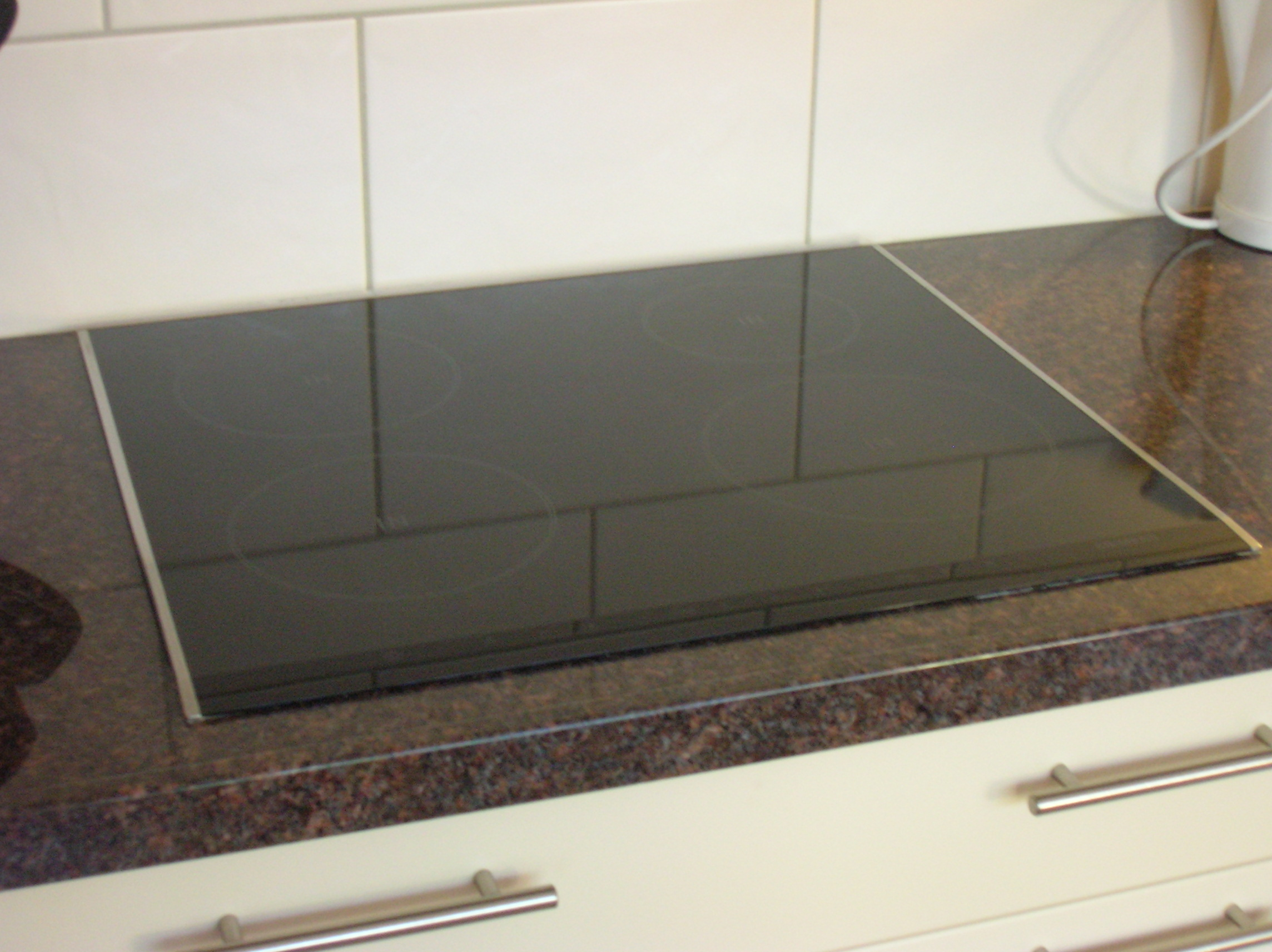
Piano cottura con quattro fornelli a induzione

Il fornello a induzione è un tipo di fornello che sfrutta il principio dell'induzione elettromagnetica per scaldare le pentole utilizzate per la cottura dei cibi.

## Funzionamento e caratteristiche costruttive

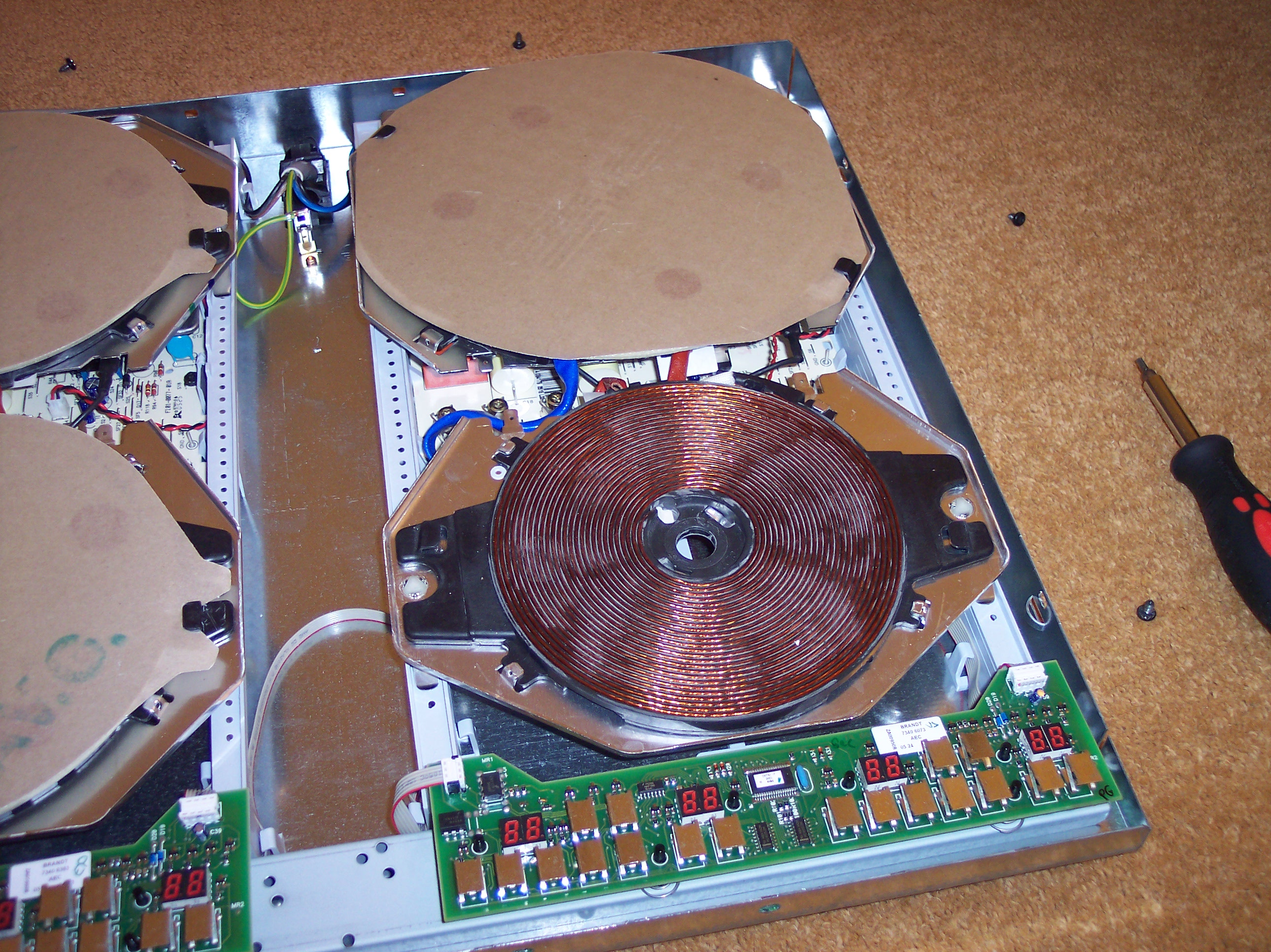
Interno di un piano cottura a induzione, con una delle 4 bobine in vista

Il fornello ad induzione è provvisto di una bobina conduttrice in cui è fatta scorrere una corrente elettrica alternata ad alta frequenza, in genere tra i 20 kHz e i 50 kHz.
Il limite inferiore di 20 kHz serve ad evitare possibili emissioni acustiche nella gamma di frequenze percettibili dall'uomo (vedere in proposito il diagramma di sensibilità dell'orecchio umano). Il limite superiore, invece, viene dall'esigenza di produrre la parte elettronica di potenza con un buon compromesso tra costi e alta efficienza.
La corrente elettrica alternata che scorre nel filo della bobina produce un campo magnetico altrettanto variabile nel tempo. Secondo la legge di Faraday — o l'equivalente seconda equazione di Maxwell — una variazione nel tempo del flusso di campo magnetico su una superficie produce un campo elettrico non conservativo (a rotore non nullo) su di essa, ossia la circuitazione lungo un percorso chiuso risulta in una forza elettromotrice indotta non nulla. Questa produce correnti elettriche indotte sul fondo del recipiente conduttore posto sul fornello e, per effetto Joule, l'energia elettrica si trasforma in calore provocando il riscaldamento del recipiente e del contenuto.
Poiché i fornelli a induzione odierni raggiungono potenze di 1,5 kW - 2 kW, occorre che la bobina che genera il campo magnetico abbia una bassa resistenza elettrica alla frequenza di lavoro, per ottenere un alto rendimento di tutto il fornello, ed evitare che una parte della potenza sia dissipata internamente alla bobina stessa producendo il suo riscaldamento anziché quello del recipiente. A tal fine la bobina è realizzata con un avvolgimento di filo litz di rame, ed è posta immediatamente al di sotto della superficie vetrosa del piano di cottura per migliorare l'accoppiamento magnetico col contenitore.
La generazione della corrente alternata e la sua regolazione in potenza, per graduare l'intensità di riscaldamento, è affidata ad un sistema elettronico contenuto nel fornello stesso, in genere azionabile con comandi touch. Attualmente molti prodotti commerciali effettuano la regolazione semplicemente riducendo il duty cycle, ossia la frazione di tempo in cui il fornello resta acceso alla massima potenza. Questa continua accensione/spegnimento è pulsata con una cadenza di circa una volta ogni secondo, normalmente non visibile se non in condizioni particolari, ed è di fatto percepita come abbassamento uniforme della potenza riscaldante.
Va notato che nella realtà, per una buona efficienza del riscaldamento a induzione, sono importanti anche altri fattori riguardanti il contenitore-recipiente di cottura.
- Il contenitore dev'essere di materiale ferroso, che "attira" il campo magnetico. In tal caso l'accoppiamento tra bobina e contenitore risulta grandemente migliorato, perché la distribuzione spaziale delle linee di forza del campo magnetico viene concentrata sul fondo e non dispersa nello spazio circostante al fornello. È lo stesso motivo per cui un trasformatore elettrico deve avere un nucleo ferroso e non è sufficiente tenere vicine tra loro le due bobine.
- Il contenitore deve essere di materiale conduttore elettrico affinché al suo interno si generino le correnti indotte. Queste hanno verso opposto rispetto alla corrente della bobina che produce il campo magnetico, con il risultato che, quanto migliore è il conduttore con cui è fatto il recipiente, tanto maggiore è la corrente indotta e tanto più le linee di forza del campo magnetico vengono "espulse" dalla superficie riducendo l'accoppiamento magnetico ed il trasferimento di energia, con conseguente esigua produzione di calore.

Paradossalmente, di conseguenza, un ottimo conduttore elettrico e termico (ad esempio pentolame in rame o in alluminio) ha non solo accoppiamento magnetico trascurabile, ma si riscalderà assai debolmente solo sul suo contorno e non al centro. Nel caso di recipienti scarsamente o non magnetizzabili si evidenzia inoltre l'effetto repulsivo tra le due correnti di segno opposto (quella della bobina del fornello e quella indotta sul fondo del contenitore) con possibile levitazione e scivolamento di quest'ultimo sul piano di cottura. È da notare che sullo stesso effetto repulsivo si basano i separatori a correnti indotte per metalli non ferrosi, che ne permettono lo scorporo selettivo da rifiuti di composizione eterogenea (vedere la sezione omonima alla voce separazione magnetica dei rifiuti).
In pratica i recipienti di acciaio magnetizzabile — che è conduttore buono, ma non ottimo — risultano i più idonei, ed è su di essi che vengono messi a punto i fornelli in commercio.
La trasformazione dell'energia elettrica in calore può avvenire non solo a causa della resistività finita del materiale e delle correnti parassite indotte, ma anche per effetto dell'isteresi magnetica che è pure un fenomeno dissipativo. Nel reale funzionamento entrambi i fenomeni coesistono ed è complesso determinare quale sia la frazione attribuibile a ciascuno di essi.
Qualora i materiali del corpo del contenitore non siano idonei all'induzione (ad esempio le pentole d'alluminio, pressoché irrinunciabili nella ristorazione professionale) vari produttori realizzano il fondo a sandwich, con uno strato interno in acciaio ferroso, o applicano esternamente al fondo d'alluminio un disco d'acciaio inox con capettature che si maschiano nel medesimo. Per i contenitori sprovvisti di tali accorgimenti sono disponibili sul mercato dei dischi adattatori in acciaio magnetico (ergo a contenuto ferroso), di vari diametri, da collocare come sottopentola sul piano ad induzione. Va detto che il loro impiego riduce la peculiare sicurezza del piano cottura ad induzione, poiché una volta allontanata la pentola rimane sul ripiano un oggetto ad alta temperatura; inoltre questi accessori annullano pressoché totalmente gran parte dei vantaggi dell'induzione come la rapidità di risposta e l'efficienza.

## Vantaggi

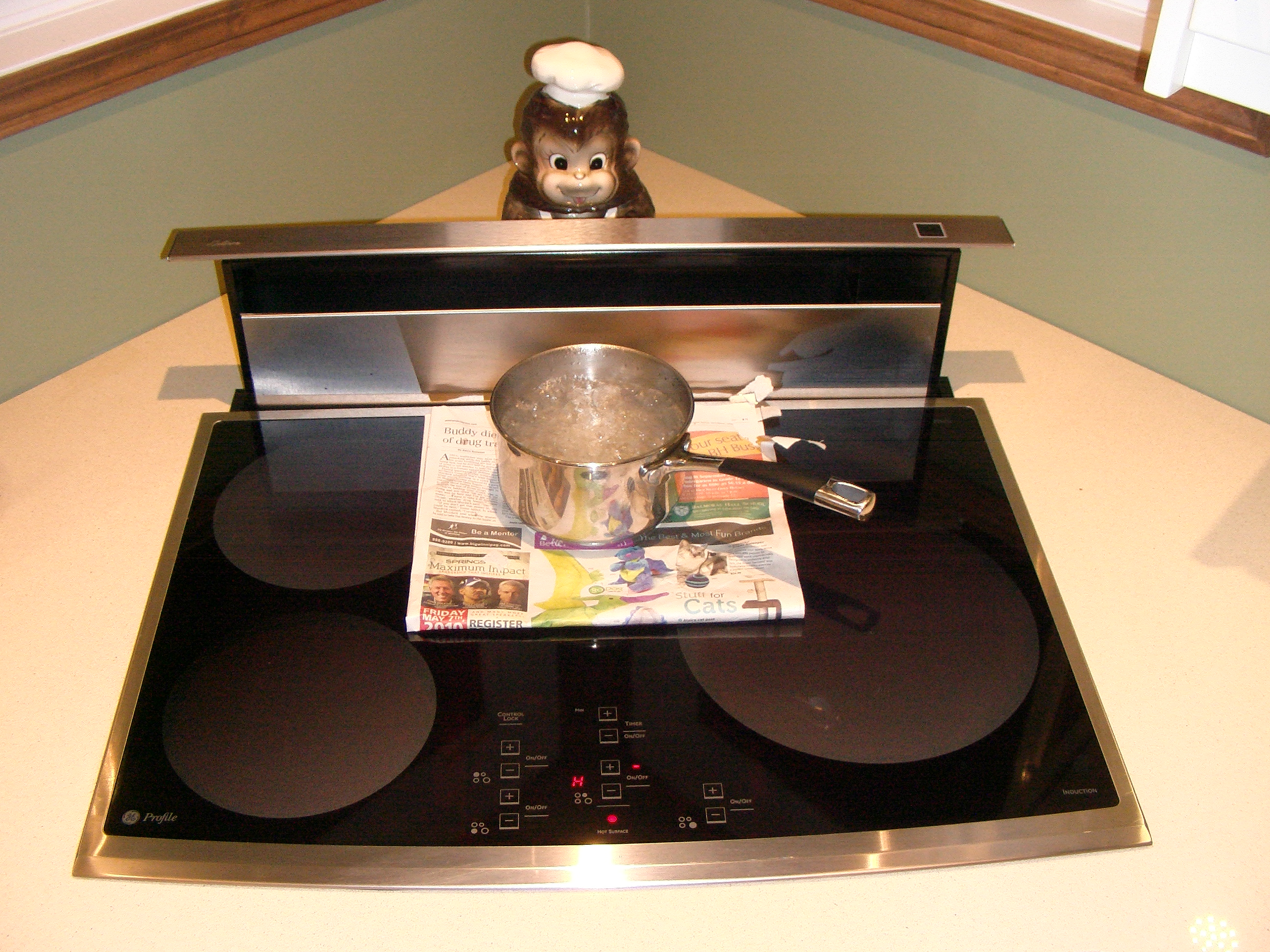
Trasferimento di energia attraverso fogli di giornale senza rischi di combustione

Il simbolo del solenoide, al di sotto di una pentola, indica l'idoneità alla cottura a induzione.

- Assenza di combustione e dei rischi ad essa collegati
- Assenza di emissioni di prodotti di combustione (CO2, CO, NOx) nell'ambiente di cucina e dei relativi rischi per la salute
- Assenza di rischi legati a perdite di gas
- Se il locale cucina è privo di altri apparecchi a gas decade l'obbligo di avere un'apertura di ventilazione esterna, con conseguente risparmio energetico nei mesi in cui è attivo il riscaldamento.
- Efficienza elevata: il 90% dell'energia elettrica si trasforma in calore utile per la cottura
- Cottura uniforme, dovuta alla diffusione omogenea del calore su tutta la superficie della pentola (se si utilizzano contenitori di cottura adatti)
- Velocità di riscaldamento
- Possibilità di regolare la potenza con elevata precisione
- La superficie del piano di cottura si scalda assai debolmente e in maniera indiretta, solo per contatto con le pentole calde: raramente può raggiungere temperature pericolose[6]
- Nessun rischio di combustione o carbonizzazione di cibi o di liquidi accidentalmente caduti sul piano (in quanto esso resta a bassa temperatura)
- Le zone di cottura dispongono di riconoscimento automatico della pentola, attivandosi esclusivamente in presenza di pentolame con fondo magnetico e disattivandosi non appena il pentolame viene tolto
- Facilità di pulizia del piano in vetroceramica, completamente liscio e senza sporgenze
- Stabilità delle pentole, che poggiano su un piano completamente liscio

## Svantaggi
- Per il miglior utilizzo è auspicabile innalzare il limite di potenza elettrica di 3 kW, lo standard in Italia per le forniture ad uso domestico residente. Tale suggerimento diventa necessità quando in contemporanea all'uso del fornello ad induzione vi siano altri possibili consumi elettrici dovuti alle attività di cucina (forno, microonde) e non, che rendono probabile se non frequente il distacco dell'elettricità per superamento di potenza al contatore. A titolo informativo si rammenta che il limite continuativo utilizzabile è in realtà di 3,3 kW; sono ammessi picchi di potenza superiori ma che rientrino in ulteriori criteri limite controllati dal contatore stesso[7][8][9][10][11].
Dal 1 aprile 2017 le utenze domestiche possono richiedere e ottenere un incremento di potenza a passi di 0,5 kW da 0 a 6 kW e a passi di 1 kW da 6 a 10 kW. Il costo aggiuntivo delle spese fisse annuali è di circa 12 euro ogni 0,5 kW aggiuntivo. Ad esempio dai 3 kW standard a 4,5 kW il costo aggiuntivo è di 35,13 euro all'anno IVA inclusa (dato 2019[12]). C'è poi un costo una tantum che dal 1 aprile 2017 e fino al 31 dicembre 2023 è stato agevolato e consiste in 23 euro di contributo fisso al venditore + 60,86 euro per ogni kW di potenza aggiuntiva. Ad esempio il costo una tantum per un aumento della potenza disponibile di 1 kW sarà di 83,86 euro (contro i 126,01 euro senza incentivi)[13]. Con potenza superiore a 3 kW si perde inoltre l'esenzione dall'accisa su 1800 kWh all'anno[14], con un ulteriore aggravio di 44,95 euro all'anno IVA inclusa.
- L'utilizzo in sicurezza di una potenza maggiore di 3 kW richiede di verificare che l'impianto elettrico casalingo sia sufficientemente dimensionato, provvedendo ad un eventuale adeguamento delle linee di alimentazione. In alternativa, diversi piani di cottura offrono un'impostazione chiamata dai fabbricanti limitatore di potenza (AEG, Miele), gestione potenza (IKEA, Whirlpool), power management (Whirlpool), energy tutor (Bosch-Siemens). Essa impedisce alla potenza complessiva di superare una soglia che andrà impostata più bassa di quella distacco del contatore, ad esempio a 2,5 kW per un contratto da 3 kW, permettendo di utilizzare il normale allaccio domestico. In tal caso, qualora si utilizzino contemporaneamente due o più zone di cottura, ognuna di esse può trovarsi ad erogare una potenza ridotta, con conseguente allungamento dei tempi di cottura.
- Occorrono pentole adatte, meglio se recanti sul fondo il simbolo del solenoide ad indicare l'idoneità per l'induzione, o comunque dotate di fondo piatto e realizzate in materiale ferromagnetico, ossia che viene attirato da una calamita. Quelle non idonee possono utilizzarsi con l'interposizione tra piano e pentola di un adattatore o pannello ferromagnetico, per cui l'induzione riscalda il pannello che a sua volta scalda la pentola. In questo modo però il calore si trasmetterà alla stregua di una normale piastra elettrica, perdendo buona parte dei vantaggi dell'induzione.
- L'operatività dipende dalla presenza di tensione di rete: l'elettrodomestico non può funzionare durante un black-out.
- I campi elettromagnetici generati possono interferire con impianti elettromedicali come pacemaker cardiaci o microinfusori di insulina a controllo wireless per i diabetici: i soggetti portatori devono evitare il contatto ravvicinato[15] o dovrebbero indagare col produttore la compatibilità con la cucina a induzione[16]. Anche eventuali apparecchi radioricevitori posti nelle vicinanze possono subire interferenze elettromagnetiche.
- È consigliabile non adoperare utensili, mestoli e posate di metallo (usati ad esempio per girare i cibi nelle pentole), per evitare che correnti derivate li attraversino e arrivino nel corpo, dove possono interferire con dispositivi elettrici impiantabili[16].
- Comporta un assorbimento di energia passivo, detto anche di stand-by, dell'ordine di qualche watt, quando non in funzione (dipendente dai modelli). Si consiglia quindi l'installazione di un interruttore magneto-termico a monte che può anche agire da limitatore di potenza se il piano a induzione ne è sprovvisto.
- Il foro di incasso nel ripiano di lavoro della cucina ha maggior profondità rispetto ai gruppi di cottura a gas costringendo, in caso si rimpiazzi un vecchio gruppo di cottura in una cucina preesistente, a riadattare il piano di lavoro o a sostituirlo.
- I fornelli a induzione hanno un costo più elevato rispetto ai piani di cottura a gas. Inoltre, il consumo di energia elettrica derivante dall'uso di un piano a induzione elettrica porterà, inevitabilmente, a consumi maggiori e, quindi, a una spesa maggiore per la fornitura di energia elettrica.[17]
- Il campo elettromagnetico generato è suscettibile di dispersione, per esempio quando la pentola ha un diametro inferiore a quello del fornello. Per questo motivo, è raccomandato di privilegiare quando possibile le zone di cottura posteriori e mantenere la maggiore distanza dalla fonte.[18]

## Efficienza
L'efficienza del 90%, valore indicato nella sezione vantaggi, è riferita al complesso dell'elettronica (alimentatore e circuiti di controllo, oscillatore, bobina, ventola di raffreddamento di diodi e transistor di potenza) che converte l'energia elettrica in campo magnetico oscillante. Quest'ultimo è assorbito dal fondo della pentola dove l'energia magnetica provoca le correnti parassite che producono infine il riscaldamento.
Diversa, e più bassa, è efficienza complessiva ossia quella di cottura. Essa è definita dalla frazione di energia trattenuta dalla pentola e dal suo contenuto al termine di una fase di riscaldamento, rapportata all'energia elettrica consumata durante tutta la fase di riscaldamento. Questa efficienza è perciò quella reale, ossia quella elettronica al netto delle ulteriori perdite per conduzione — verso il piano d'appoggio che seppur poco si scalda — perdite per convezione — l'aria che lambisce le pareti della pentola — e per irraggiamento. In base a test condotti nel 2014, il Dipartimento dell'Energia (Department of Energy: DoE) americano afferma che in cottura "gli apparecchi a induzione hanno un'efficienza media del 72,2%, non significativamente maggiore del 69,9% dei piani di cottura lisci [ossia vetroceramica] o del 71,2% di quelli a spiraline incandescenti" [comuni nel nordamerica ma pessoché sconosciuti in Italia].
Per i piani ad induzione valori di efficienza complessiva del 74%-78%, quindi non distanti dai risultati del DoE, vengono indicati dalle stesse aziende produttrici e da laboratori di ricerca indipendenti.
È evidente che per i fornelli ad induzione risulta "naturale" l'uso di queste due diverse definizioni di efficienza, delle quali la prima è squisitamente appannaggio dei laboratori di progettazione elettronica, ed è quella su cui vengono confrontati prodotti diversi e progressi tecnologici. È altrettanto evidente che quanto più è alta l'efficienza elettronica, tanto più sarà alta l'efficienza finale di cottura. Per i sistemi di cottura tradizionali (non a induzione) non essendovi elettronica l'unica efficienza definibile è quella di cottura. Volendo quindi paragonare tra loro prodotti a induzione e non, è prioritario — per approdare a valutazioni imparziali — assicurarsi di stare utilizzando per entrambi la stessa definizione di efficienza.
La misura di efficienza con lo standard messo a punto dal DoE prevede un ciclo di cottura simulato in cui si scalda sul fornello un cilindro metallico calibrato che simula la pentola, di capacità termica nota e di dimensione rapportata alla grandezza della zona attiva del piano cottura. Il ciclo inizia con ambiente fornello e "pentola" a 25 °C. Il fornello viene acceso alla sua massima potenza. Quando la temperatura della "pentola" è salita di +80 °C rispetto a quella iniziale (ossia 105 °C) il fornello viene abbassato a un quarto della potenza massima ed è così tenuto per 15 minuti. Al termine si misura l'energia termica (il calore) contenuto nella pentola. L'efficienza è il rapporto tra quest'energia e l'energia elettrica consumata nel corso del ciclo. L'utilizzo nel test di due potenze diverse, prima quella massima e poi un quarto, è rappresentativa di un utilizzo prossimo a quello considerato più frequente nell'uso reale (ad esempio cottura di pasta, ortaggi, legumi, ecc.) in cui si porta rapidamente a bollire dell'acqua per la successiva cottura che proseguirà a potenza ridotta.
Lo standard di misura approntato dal DoE — con cui è possibile paragonare tra loro le efficienze di tutti i sistemi di cottura, siano essi alimentati a energia elettrica, a gas o altro — è stato sottoposto e ha superato verifiche preliminari di precisione e riproducibilità. Peraltro ha ottenuto un rifiuto alla sua applicazione da parte dell'associazione di produttori di elettrodomestici statunitensi (AHAM), che hanno emesso una petizione contro il DoE riguardo all'imposizione di tale test, adducendo come ragione la mancanza di elementi sufficienti a garantirne l'applicabilità. L'annosa questione fa ritenere che vi siano ragioni di fondo sottaciute da AHAM per non abilitare una normazione lungamente attesa, che potrebbe riservare sorprese sulle reali efficienze di molti prodotti in commercio.
Nell'Unione europea le misure di efficienza si conformano al Regolamento europeo 66/2014 che assume implicitamente (non menzionandola) la norma europea e relativi aggiornamenti EN 60350-2:2013/A11:2014 messa a punto da Cenelec e adottata dai principali enti di normazione dei paesi europei incluso il Comitato Elettrotecnico Italiano. Secondo questa norma il rendimento di un piano di cottura elettrico non va espresso in percentuale, bensì in wattora per chilogrammo equivalente d'acqua riscaldato: Wh/kg. Il test utilizza un contenitore con acqua al suo interno e munito di coperchio. Sono prescritte precise dimensioni del contenitore e quantitativo d'acqua in relazione alla grandezza dell'elemento riscaldante sottoposto a test. La prova prevede il riscaldamento da 15 °C (temperatura iniziale dell'acqua) a 90 °C alla massima potenza, seguito da ulteriori 20 minuti a potenza ridotta ma sufficiente a non far scendere la temperatura al di sotto di 90 °C. Il testo integrale della norma non è di pubblico dominio, ma dettagli sufficienti si trovano in articoli tecnico-scientifici. Il consumo ottenuto con questo tipo di prova non è convertibile in efficienza percentuale, o comunque applicandovi la definizione DoE (energia termica trattenuta alla fine del test diviso energia elettrica consumata) si otterrebbero valori molto più bassi di quelli statunitensi, sia per il maggior tempo ed energia spesi in regime stazionario, sia per l'inevitabile, benché controllata, perdita di calore per parziale evaporazione dell'acqua.
I consumi in Wh/kg di specifici modelli in vendita sul mercato possono trovarsi sui libretti d'uso degli apparecchi o sui siti dei produttori, ma non è obbligatorio indicarli: le aziende produttrici sono tenute solo a dichiarare che l'apparecchio è conforme al Regolamento 66/2014, ossia che il suo consumo è inferiore al limite massimo obbligatorio di 195 Wh/kg. Nel concreto un buon numero di costruttori fornisce i dati di consumo conformi alla normativa, sia per i ripiani a induzione che per quelli in vetroceramica non a induzione. Mediamente si osservano valori dichiarati di 170-180 Wh/kg per i fornelli a induzione e di 180-194 Wh/kg per altri piani di cottura elettrici.
Pertanto sia le risultanze del Department of Energy americano che un'indagine sui dati resi pubblici dai produttori concordano su una riduzione di consumo della tecnologia a induzione dell'ordine del 5%-10% rispetto ai piani di cottura in vetroceramica a riscaldamento convenzionale.
La differenza di consumo tra fornelli a induzione e altri tipi di fornelli elettrici è di circa il 7,5%, come ulteriormente evidenziato da un rapporto tecnico-scientifico di riferimento.
Il luogo comune di un'efficienza dell'induzione assai superiore rispetto ad altri sistemi di cottura elettrici deriva piuttosto dalla percezione di una sua maggior prontezza dovuta alla ridotta massa termica. Misurazioni mostrano che non c'è differenza di consumo significativa tra le diverse tecnologie per portare a bollore un quantitativo consistente (2-2,5 litri) d'acqua. Lo stesso consumo relativo è confermato da una nota azienda europea per i propri piani a riscaldamento tradizionale.
Con piccole preparazioni (0,5 kg) i piani tradizionali evidenziano al contrario un accumulo di calore nelle parti calde dimostrato da un ritardo rispetto all'induzione di 1,5-2 minuti per raggiungere la stessa temperatura. Tale calore potrà andar perso o no in relazione a quantitativi, durata e dinamica della preparazione culinaria.

## Impatto ambientale
È lecito stimare gli effetti prodotti sull'ambiente dalla cottura a induzione, ed effettuare un raffronto con quella tradizionale a gas.
Gli indicatori di interesse sono fondamentalmente: l'emissione di CO2 (anidride carbonica) responsabile dell'effetto serra e il consumo di risorse energetiche primarie — nella fattispecie elettricità e gas — in parte o totalmente non rinnovabili.
Per prima cosa occorre basarsi su valori rappresentativi dell'efficienza media di cottura per i due tipi di fornelli, ad esempio 78% per l'induzione e 40% per il gas. Ciò significa ad esempio che una preparazione culinaria che richiede 0,5 kWh "in pentola" consumerà con l'induzione 0,641 kWh di energia elettrica, oppure 1,25 kWh di energia termica prodotta dalla combustione del gas nel fornello.
L'energia elettrica, oltre a provenire in parte da fonti rinnovabili, richiede centrali alimentate con combustibili. Per risalire all'energia in questi contenuta, che è quella realmente spesa, vanno utilizzati i cosiddetti fattori di conversione in energia primaria. Essi indicano di quanto l'energia elettrica che si consuma in loco va moltiplicata per risalire all'energia iniziale necessaria per produrla. I fattori di conversione in energia primaria risultano essere per l'Italia di 1,95 per l'energia elettrica dalla rete (la sola frazione non rinnovabile) e 1,05 per il gas naturale. Si tratta ovviamente dei fattori medi nazionali: nel corso delle ore del giorno e delle stagioni si verificano difatti oscillazioni dovute a maggiore o minore disponibilità di rinnovabili.
Ogni kWh di energia elettrica richiede quindi in media per essere prodotto 1,95 kWh di energie non rinnovabili (gas, prodotti petroliferi, carbone) nelle centrali elettriche. Per il gas non vi è conversione ma solo depurazione, trasporto, distribuzione ed eventuali piccole perdite, pertanto il fattore di conversione è 1,05, poco maggiore di uno.
La cottura dell'esempio produce quindi per l'induzione un consumo di 1,250 kWh (energia dei combustibili non rinnovabili necessari a generare nelle centrali termoelettriche la quota parte, in base al mix elettrico nazionale, dell'elettricità consumata) e 1,313 kWh per il gas.
L'emissione di CO2 è fissata istituzionalmente (a livello regionale in Piemonte, Lombardia, Veneto, Emilia-Romagna, Marche,...) al valore di 0,4332 kg CO2/kWh per l'energia elettrica poiché una frazione di essa è prodotta come già detto da fonti non rinnovabili, e al valore di 0,1969 kg CO2/kWh per il gas naturale.
La cottura dell'esempio produrrà quindi 0,278 kg CO2 con l'induzione o 0,246 kg CO2 con il gas.
Esercizi simili, ossia confronti tra fornelli a induzione e a gas in termini di CO2 generata e consumo di energia primaria, sono stati condotti — attingendo alla letteratura scientifica sull'argomento — in uno studio del 2011 promosso dalla Commissione europea. Benché le risultanze dello studio siano a favore della cottura a gas (in termini economici, di CO2 prodotta e di energia primaria spesa), occorrerebbe rimodularne i dati alla luce dell'evoluzione tecnologica dei prodotti e dell'aumentato contributo di energie rinnovabili per la generazione elettrica
A livello italiano ed europeo si osserva quindi che entrambi gli indicatori — CO2 generata ed energia primaria non rinnovabile consumata — non paiono mostrare a livello ambientale un deciso vantaggio dell'induzione rispetto al gas.
Un rilievo particolare merita l'analisi dell'impatto sulla rete di generazione e distribuzione elettrica a seguito di una ipotizzabile maggior penetrazione a livello domestico di sistemi di cottura a induzione e più in generale ad alimentazione elettrica.
L'Italia vede ancora il predominio del gas per usi di cottura domestica sui fornelli. Un maggior share di fornelli ad induzione comporterebbe quindi un incremento dei consumi elettrici a discapito del gas.

Al di là del resoconto già riportato sul bilancio di energia primaria delle due soluzioni, va sottolineato come gli usi cucina presentino una scarsa elasticità in termini di profilo orario di prelievo elettrico: il picco d'uso dei fornelli in genere precede di poco la fruizione a pranzo e a cena. Rilevazioni a livello nazionale del fabbisogno elettrico orario, che deve sempre essere coperto in tempo reale da una quota parte di produzione elettrica da fonti rinnovabili e non (ossia da combustibili fossili), mostrano come quest'ultima (la non rinnovabile) presenti già oggi il massimo picco di generazione tra le 18:45 e le 22:00. Dalle ultime relazioni dell'Autorità: "Si osserva, in particolare, la maggiore pendenza del profilo di carico [coperto da generatori a combustibili fossili] nelle ore preserali [...] per effetto del contemporaneo venir meno del fotovoltaico quando si sta raggiungendo il picco di carico serale". La pendenza del profilo di carico influenza a sua volta il rendimento di tutto il sistema elettrico dato che negli "impianti chiamati a funzionare a carico parziale e con continue accensioni e spegnimenti (o variazioni di carico), continuano a diminuire i rendimenti". In breve l'utilizzo della cottura a induzione nelle ore tardo pomeridiane e serali richiede energia elettrica prodotta per l'85% da impianti termoelettrici tradizionali che lavorano inoltre in condizioni di rendimento complessivo non ideale.
Uno studio condotto nel 2018 per la realtà nazionale analizza i diversi aspetti sopra esposti, mostrando che una massiva transizione dall'uso del gas all'elettricità per la cottura dei cibi porterebbe a un incremento di oltre 5 GW nei picchi di assorbimento del sistema elettrico nazionale, non ridurrebbe il consumo di gas naturale (il quantitativo necessario per l'aumentata produzione elettrica sarebbe maggiore di quello non più consumato nei fornelli a gas), e farebbe salire le emissioni nazionali di CO2 di un +0,6%.